# Organisation juridictionnelle en Belgique
En Belgique, les différentes juridictions sont placées sur une pyramide afin de représenter graphiquement les différents niveaux du droit belge. Les personnes y siégeant varient selon les juridictions. Cet article reprend pas à pas les différents niveaux de la pyramide et traite, à la fin, des juridictions administratives qui ne font pas partie de la pyramide.

## Juridictions civiles
Les juridictions civiles sont les Cours et tribunaux qui traitent de toutes les demandes qui ne concernent pas les biens économiques 
Une demande en justice est la prérogative d'un justiciable de porter son préjudice devant un juge pour que celui-ci tranche de l'affaire. Il s'agit d'un droit subjectif.
Le droit civil concerne tout ce qui est relatif aux droits des obligations, à la responsabilité civile, mais aussi à tous les contentieux locatifs, aux contentieux familiaux (divorce, parentalité, etc.), aux contentieux de la jeunesse (protection de la jeunesse). Le droit civil fait partie d'un ensemble appelé Droit Privé. Celui-ci contient en outre du droit civil, du droit commercial, du droit social, du droit du travail... Dans l'ordre juridique  belge, comme dans beaucoup d'autres, la Summa divisio est celle effectuée entre le droit privé et le droit public.

### Juridictions civiles du premier degré
Sont des juridictions du premier degré, les Cours et tribunaux saisis d'une demande.
Une demande est une prérogative que détient un justiciable pour faire valoir ses droits devant un juge afin qu'il tranche le litige soumis devant lui.
La demande s'oppose à recours.
En effet, la demande porte sur une prérogative appartenant à une personne dont un droit a été violé tandis qu'un recours porte sur un jugement ayant épuisé la juridiction d'un juge sur une question donnée.
De manière vulgaire, nous pouvons dire que les juridictions du premier degré sont les Cours et tribunaux soumis à des litiges « vierges » c'est-à-dire pas encore réglé sur le plan juridique.
En droit belge, les tribunaux du premier degré sont :
- la justice de paix ;
- le tribunal de police en sa section civile, donc uniquement pour ce qui relève des dommages et intérêts découlant des matières de roulage ;
- le tribunal de première instance :
  - le tribunal civil ;
  - le tribunal correctionnel ;
  - le tribunal d'application des peines ;
  - le tribunal de la famille et de la jeunesse ;
- le tribunal du travail ;
- le tribunal de l'entreprise.

Le rôle en premier degré de la Cour d'appel est exceptionnel en matière civile.

### Juridictions civiles du second degré
Les juridictions du deuxième degré sont amenées à trancher non plus sur une demande mais sur une décision prise par le juge du premier degré.
Les tribunaux de première instance civils statuent sur les recours formés contre les décisions rendues par les juges de paix.
Comme juridictions du deuxième degré en matière civile, l'organisation judiciaire belge comprend cinq Cours d'appel : Liège, Mons, Gand, Anvers et Bruxelles. Chacune de ces Cours a une chambre civile qui traite donc des appels des jugements rendus en premier degré par le tribunal de première instance en se section civile.
- Cinq Cours de travail (situées à Bruxelles, Liège, Mons, Gand et Anvers).

## Juridictions pénales
Les juridictions pénales belges sont les Cours et tribunaux qui tranchent des litiges qui relèvent du droit pénal.

### Juridictions pénales du premier degré
- Le tribunal de police
- Le Tribunal de première instance, en son tribunal correctionnel

### Juridictions pénales du second degré
- Le Tribunal de Première Instance, en son tribunal correctionnel, siégeant en degré d'appel du Tribunal de Police.
- La Cour d'appel, chambre correctionnelle, qui siège toujours en degré d'appel du Tribunal correctionnel (sauf cas de privilèges de juridiction, dont jouissent les ministres en exercice et les magistrats, auquel cas la Cour d'appel siège en premier et dernier ressort).

### Juridiction pénale à part: La Cour d'assises
Cette juridiction n'est pas permanente, elle est établie lorsqu'un crime doit être jugé.
Il peut y en avoir une maximum par province en même temps et une dans l'arrondissement administratif de Bruxelles-Capitale.
Elle est composée de :
- la Cour sensu stricto constituée d'un Président (Un conseiller de la Cour d'appel du ressort où prend lieu la session d'assises) et de deux assesseurs (Des juges du tribunal de première instance) ;
- le Jury populaire composé de douze citoyens désignés par le sort sur base des listes électorales, ceux-ci ne peuvent faire partie de certaines professions (comme celle de médecin ou de juriste) et ne sont pas censés se charger de l'application du droit.

La procédure devant la Cour d'assises a été réformé en 2009 pour se conformer à l'arrêt de la cour européenne des droits de l’homme qui condamne la Belgique lors de l'affaire Taxquet.

## Juridiction suprême: la Cour de Cassation
Elle a pour objet de trancher sur le droit uniquement, contrairement aux autres juridictions qui tranchent sur le fond.
Ses jugements ont une portée importante en pratique, en effet, nombre de juges suivent la jurisprudence de la Cour de cassation, ne serait-ce que par peur de se voir casser son jugement s'il y a un pourvoi.

## Autres juridictions: juridictions administratives
- La Cour constitutionnelle belge est l'organe chargé de juger de la conformité des dispositions législatives par rapport à certaines dispositions constitutionnelles. Ce jugement ne se fait que sur demande de tout citoyen ou demande d'un juge par le biais de la question préjudicielle.
- Le Conseil d'État belge est l'organe chargé de juger de la conformité des dispositions édictées par le pouvoir exécutif par rapport aux normes hiérarchiquement supérieures.